# 올드 스쿨 (영화)
《올드 스쿨》(영어: Old School)은 미국에서 제작된 토드 필립스 감독의 2003년 코미디 영화이다. 루크 윌슨, 윌 페럴, 빈스 본 등이 출연하였고, 대니얼 골드버그 등이 제작에 참여하였다.

## 줄거리
모교 인근에서 살게 된 세 친구들은 집을 남학생 사교 모임 회관으로 변모시키고 신고식과 광란의 파티를 벌이면서 옛 동창인 학과장의 분노를 산다.

## 출연진
- 루크 윌슨 - 미치 “더 갓파더” 마틴 역
- 윌 페럴 - 프랭크 “더 탱크” 리카드 역
- 빈스 본 - 버나드 “비니” 캠벨 학과장 역
- 제러미 피븐 - 고든 “치즈” 프리처드 역
- 엘런 폼페이오 - 니콜 역
- 줄리엣 루이스 - 하이디 역
- 리아 레미니 - 라라 캠벨 역
- 페리 리브스 - 머리사 존스 역
- 크레이그 킬본 - 마크 역
- 패트릭 피슐러 - 마이클 역
- 세라 샤히 - 에리카 역
- 숀 윌리엄 스콧 - 페퍼스 역
- 얼리샤 커스버트 - 다시 골드버그 역
- 패트릭 J. 애덤스 - 패치 역
- 릭 곤잘레즈 - 스패니시 역
- 맷 월시 - 월시
- 아티 랭 - 부커 역
- 롭 코드리 - 워런 역
- 토드 필립스 - 그룹 섹스 참가자 역
- 브라이언 캘런 - 아비, 종업원 역
- 하브 프레즈넬 - 스프링브룩 씨 역
- 스누프 도그 - 본인 역
- 워런 G - 본인 역
- 테리 오퀸 - 골드버그 역 (크레디트 미기재)
- 앤디 딕 - 구강 성교 강사 (크레디트 미기재)
- 애슐리 존스 - 케이터링 업자 역

## 기타 제작진
- 공동 제작: 폴 디슨
- 배역: 조지프 미들턴
- 미술: 클라크 헌터
- 의상: 낸시 피셔
- 음악 감독: 랜들 포스터

## 우리말 녹음
SBS 성우진
- 홍시호 - 미치 마틴 (루크 윌슨)
- 성완경 - 프랭크 리카드 (윌 페럴)
- 최원형 - 버나드 비니 캠벨 (빈스 본)
- 윤복성 - 고든/치즈 (제러미 피븐)
- 장성호 - 마크 (크레이그 킬본)
- 김아영 - 니콜 (엘런 폼페이오)
- 정미연 - 메건 (세라 타나카)
- 변영희 - 마이클 (패트릭 피슐러)
- 황원
- 송연희
- 장승길
- 김순영
- 박선영